# Національний парк Олімпік
Національний парк Олімпік (англ. Olympic National Park) — національний парк США, розташований на північному заході штату Вашингтон, на півострові Олімпік.

## Загальний опис
Заснований в 1938 році. Національний парк знаменитий різноманітністю біологічних видів. Завдяки тривалій ізоляції півострова від великих материкових просторів тут сформувалася своєрідна флора і фауна. Досі тут зустрічається 15 ендемічних видів тварин і 8 ендеміків з царства рослин.Ще одна відмінна риса парку — це різноманітність рослинних угруповань на порівняно невеликій території (3735 км²). На території парку — озера, первинні ліси, альпійські луки, понад 60 льодовиків, місця перебування диких тварин, ділянка узбережжя Тихого океану (у береговій частині розташовані пляжі і три індіанських резервації), а в центральній частині знаходяться гори Олімпік. Цей гірський хребет, місцями досягає висоти 2400 м н.р.м., ділить парк на західну і східну частині, і є визначальним чинником у відмінності кліматичні умов на заході і на сході. У західній частині парку росте дощовий ліс і там випадає найбільша в країні кількість опадів, а на східній ділянці переважає порівняно сухий клімат (на Західному узбережжі США порівнянний тільки з кліматом південної Каліфорнії).У 1976 році цей парк став Міжнародним біосферним заповідником, а в 1981 році увійшов до списку Світової спадщини.

## Ресурси Інтернету
- Вікісховище має мультимедійні дані за темою: Національний парк Олімпік
- Olympic National Park. National Park Service. Процитовано 8 липня 2011.
- The Pacific Northwest Olympic Peninsula Community Museum. University of Washington. Процитовано 8 липня 2011.
- The Evergreen Playground Online museum. University of Washington. Процитовано 8 липня 2011.
- Olympic National Park Documentary produced by Full Focus
- Winter Access. Архів оригіналу за 10 березня 2014. Процитовано 5 листопада 2015.